# Pine Lake, Alberta
Pine Lake är en sjö i Kanada.   Den ligger i provinsen Alberta, i den centrala delen av landet, 2 800 km väster om huvudstaden Ottawa. Pine Lake ligger 886 meter över havet. Arean är 3,6 kvadratkilometer. Den sträcker sig 5,6 kilometer i nord-sydlig riktning, och 4,8 kilometer i öst-västlig riktning.
Trakten runt Pine Lake består till största delen av jordbruksmark. Runt Pine Lake är det mycket glesbefolkat, med 5 invånare per kvadratkilometer.